# 8e cérémonie des Utah Film Critics Association Awards
La 8e cérémonie des Utah Film Critics Association Awards (UFCA Awards), décernés par la Utah Film Critics Association, a eu lieu le 21 décembre 2012, et a récompensé les films réalisés dans l'année.

## Palmarès

### Meilleur film
- Zero Dark Thirty
  - Looper

### Meilleur réalisateur
- Wes Anderson pour Moonrise Kingdom
  - Kathryn Bigelow pour Zero Dark Thirty

### Meilleur acteur
- Joaquin Phoenix pour le rôle de Freddie Quell dans The Master
  - Daniel Day-Lewis pour le rôle d'Abraham Lincoln dans Lincoln

### Meilleure actrice
(ex æquo)
- Jessica Chastain pour le rôle de Maya dans Zero Dark Thirty
- Jennifer Lawrence pour le rôle de Tiffany dans Happiness Therapy (Silver Linings Playbook)

### Meilleur acteur dans un second rôle
- Dwight Henry pour le rôle de Wink dans Les Bêtes du sud sauvage (Beasts of the Southern Wild)
  - Philip Seymour Hoffman pour le rôle de Lancaster Dodd dans The Master

### Meilleure actrice dans un second rôle
- Anne Hathaway pour le rôle de Fantine dans Les Misérables
  - Ann Dowd pour le rôle de Sandra dans Compliance

### Meilleur scénario original
- Looper – Rian Johnson
  - La Cabane dans les bois (The Cabin in the Woods) - Joss Whedon et Drew Goddard

### Meilleur scénario adapté
- Le Monde de Charlie (The Perks of Being a Wallflower) – Stephen Chbosky
  - Happiness Therapy (Silver Linings Playbook) – David O. Russell

### Meilleure photographie
- Skyfall – Roger Deakins
  - L'Odyssée de Pi (Life Of Pi) – Claudio Miranda

### Meilleur film en langue étrangère
- Headhunters  Norvège
- Amour  Autriche  France

### Meilleur film d'animation
- L'Étrange Pouvoir de Norman (ParaNorman)
  - Frankenweenie
  - Les Mondes de Ralph (Wreck-it Ralph)

### Meilleur film documentaire
- Indie Game: The Movie
  - The Invisible War